# 乔治·米德
乔治·戈登·米德（George Gordon Meade，1815年12月31日—1872年11月6日），美国陆军少将，曾参加过第二次塞米诺尔战争、美墨战争和美国南北战争。
米德最著名的战役是1863年在葛底斯堡战役中指挥联邦军波托马克军团击败联盟军罗伯特·E·李将军率领的北弗吉尼亚军团。
美国陆军基地乔治·G·米德堡、堪萨斯州米德县和南达科他州米德县都是以乔治·米德的名字命名的。